# Stormyrtjärnen (Lockne socken, Jämtland)
Stormyrtjärnen är en sjö i Östersunds kommun i Jämtland och ingår i Ljungans huvudavrinningsområde.